# Зірка Годжа
Зірка Годжа — важливий лінійний оператор з простору q-векторів в простір (n—q)-форм. Метричний тензор задає канонічний ізоморфізм між просторами q-форм і q-векторів, тому зазвичай зіркою Годжа називають оператор з простору диференціальних форм розмірності q в простір форм розмірності n-q.
{\displaystyle *\colon \Lambda ^{q}(T^{*}M)\to \Lambda ^{n-q}(T^{*}M)}
Цей оператор був введений Вільямом Годжем.

## Означення
Оператор дуальності - оператор на многовиді {\displaystyle M^{n}} розмірності {\displaystyle n} у присутності метрики {\displaystyle g_{ij},} який визначається рівністю
{\displaystyle (*T)_{i_{k+1}...i_{n}}={\frac {1}{k!}}{\sqrt {\mathrm {det} (g_{ij})}}\varepsilon _{i_{1}...i_{n}}T^{i_{1}...i_{k}},}
де {\displaystyle T^{i_{1}...i_{k}}=g^{i_{1}j_{1}}...g^{i_{k}j_{k}}T_{j_{1}...j_{k}},} компонента {\displaystyle \varepsilon _{i_{1}...i_{n}}} відмінна від нуля, якщо серед індексів {\displaystyle i_{1},...,i_{n}} немає повторюваних і тоді {\displaystyle \varepsilon _{i_{1}...i_{n}}=+1,} якщо {\displaystyle \mathrm {sign} (i_{1},...,i_{n})=1} та -1, якщо {\displaystyle \mathrm {sign} (i_{1},...,i_{n})=-1.} Оператор дуальності задає ізоморфізм простору кососиметричних тензорів типу {\displaystyle (0,k)} на простір кососиметричних тензорів типу {\displaystyle (0,n-k).} Іноді оператор дуальності називається оператором Ходжа або *-оператором. 
Нехай {\displaystyle V} - дійсний векторний простір. Метрика на {\displaystyle V} індукує метрику на його тензорних просторах {\displaystyle g(x_{1}\otimes x_{2}\otimes ...\otimes x_{k},\,x_{1}'\otimes x_{2}'\otimes ...\otimes x_{k}')=g(x_{1},x_{1}')g(x_{2},x_{2}')...g(x_{k},x_{k}').} Це задає невироджений скалярний добуток на диференціальних формах на римановому многовиді:
{\displaystyle g(\alpha ,\beta ):=\int _{M}g(\alpha ,\beta )\mathrm {Vol} _{M}.}
Інша невироджена форма задається формулою {\displaystyle \alpha ,\beta \rightarrow \int _{M}\alpha \land \beta }  (зпарювання Пуанкаре). 
Нехай {\displaystyle M} - римановий n-вимірний многовид. Оператор Ходжа {\displaystyle *:\Lambda ^{k}M\rightarrow \Lambda ^{n-k}M} визначається формулою
{\displaystyle g(\alpha ,\beta )=\int _{M}\alpha \land *\beta .}
У ортонормальному базисі {\displaystyle \xi _{1},...,\xi _{n}\in \Lambda ^{1}M} його можна задати на мономах
{\displaystyle *(\xi _{i_{1}}\land \xi _{i_{2}}\land ...\land \xi _{i_{k}})=(-1)^{s}\xi _{j_{1}}\land \xi _{j_{2}}\land ...\land \xi _{j_{n-k}},}
де {\displaystyle \xi _{j_{1}},\xi _{j_{2}},...,\xi _{j_{n-k}}} - додатковий набір ковекторів, а {\displaystyle s} - сигнатура перестановки {\displaystyle (i_{1},...,i_{k},\,j_{1},...,j_{n-k}).}
Зауваження: {\displaystyle *^{2}|_{\Lambda ^{k}(M)}=(-1)^{k(n-k)}\mathrm {Id} _{\Lambda ^{k}(M)}.}

### Допоміжні означення
Означимо форму об'єму
{\displaystyle \Omega =f(X)dX^{0}\wedge \ldots \wedge dX^{n-1}}
{\displaystyle \Omega _{M_{1}\ldots M_{n}}=f(X)\varepsilon _{M_{1}\ldots M_{n}}}
де {\displaystyle f(X):M\to \mathbb {R} } — невід'ємний скаляр на многовиді {\displaystyle M}, а {\displaystyle \varepsilon _{M_{1}\ldots M_{n}}} — символ Леві-Чивіти. {\displaystyle \varepsilon _{0\ldots n-1}=+1}.
Навіть за відсутності метрики, якщо {\displaystyle f(X)>0}, можна визначити контраваріантні компоненти форми об'єму.
{\displaystyle {\check {\Omega }}={\frac {1}{f(X)}}{\frac {\partial }{\partial {X^{0}}}}\wedge \cdots \wedge {\frac {\partial }{\partial {}{X^{n-1}}}}}
{\displaystyle {\check {\Omega }}^{M_{1}\ldots M_{n}}=f^{-1}(X)\varepsilon ^{M_{1}\ldots M_{n}}}
тут антисиметричний символ {\displaystyle \varepsilon ^{M_{1}\ldots M_{n}}} збігається {\displaystyle \varepsilon _{M_{1}\ldots M_{n}}}.
У присутності метрики {\displaystyle \Omega } з піднятими індексами може відрізнятися від {\displaystyle {\check {\Omega }}} на знак: {\displaystyle \Omega =\sigma {\check {\Omega }}}. Тут і далі {\displaystyle \sigma =\operatorname {sgn} \det(g_{mk})}
Уведемо операцію антисиметризації:
{\displaystyle A_{[m_{1}\ldots m_{q}]}={\frac {1}{q!}}\sum _{\sigma (m_{1}\ldots m_{q})}(-1)^{\operatorname {sgn}(m_{1}\ldots m_{q})}A_{\sigma (m_{1}\ldots m_{q})}}. Підсумовування ведеться за всіма перестановками {\displaystyle \sigma (m_{1}\ldots m_{q})} індексів, укладених в квадратні дужки, з урахуванням їх парності {\displaystyle \operatorname {sgn}(\sigma )}. Аналогічно визначається антисимметризація верхніх індексів; антисимметризувати можна тільки за групою індексів одного типу. Приклади: {\displaystyle A_{k[lm]}={\frac {1}{2!}}(A_{klm}-A_{kml})}; {\displaystyle A_{k}^{[l}B_{p}^{m]}={\frac {1}{2!}}(A_{k}^{l}B_{p}^{m}-A_{k}^{m}B_{p}^{l})}.